# San Pietro del Carso
San Pietro del Carso (in sloveno Pivka, prima del 1918 Sv. Peter na Kranjskem o Šempeter na Krasu, in tedesco Sankt Peter in Krain) è un comune di 5.958 abitanti della Slovenia sud-occidentale.

## Geografia fisica
All'interno del territorio del comune scorrono il Timavo superiore e la Piuca; nei dintorni si trovano inoltre le paludi di Petteline ).
I monti principali sono l'Auremiano (1025 m), il Bicica (1237 m), e i monti Smrečnica (1189 m), Dedna Gora (1293 m), Scodonicco (1260 m) e Jerusi (886 m).
Le cime delle montagne al confine con Circonio (Cerknica) tra il 1920 e il 1943 erano parte della prima linea cosiddetto Vallo Alpino orientale. Il monte San Primo (Primož) sopra San Pietro del Carso e le prospicienti baracche a Crastie di San Pietro (Hrastje) furono invece uno dei punti più solidi nella parte orientale della seconda linea del Vallo Alpino. Nelle baracche di Crastie è stato allestito un museo dei Carri Armati da dove parte “il sentiero alle fortificazioni del Vallo Alpino”.

## Storia
Il comune apparteneva storicamente alla Carniola, inserito nel distretto di Postumia; era noto con il toponimo tedesco di Sct. Peter e con quello sloveno di Št. Peter.
Dopo la prima guerra mondiale passò, come tutta la Venezia Giulia, al Regno d'Italia; il toponimo venne italianizzato in San Pietro del Carso, e il comune venne inserito nel circondario di Postumia della provincia di Trieste.
Dopo la seconda guerra mondiale il territorio passò alla Jugoslavia, e il comune riprese il nome originario di Šent Peter na Krasu.
Nel 1952, in seguito all'emanazione della legge toponomastica che prescriveva la rimozione dei toponimi di origine religiosa, il comune assunse la denominazione di Pivka, dal nome del fiume omonimo.

## Società

### Etnie e minoranze straniere
| %      | Ripartizione linguistica (gruppi principali) |
| ------ | -------------------------------------------- |
| 1,77%  | madrelingua bosniaca                         |
| 1,80%  | madrelingua croata                           |
| 0,05%  | madrelingua italiana                         |
| 3,90%  | madrelingua serbo-croata                     |
| 86,67% | madrelingua slovena                          |
| 2,97%  | madrelingua serba                            |

## Geografia antropica

### Località
Il comune è diviso in 29 insediamenti (naselja):
| - Buie del Timavo (Buje): 5,18 km² - 49 ab. - Cal di San Michele (Kal): 7,35 km² - 313 ab. - Ceppeno (Čepno): 2,25 km² - 40 ab. - Clenico (Klenik): 3,34 km² - 188 ab. - Cossana di sopra o Superiore (Gornja Košana): 8,81 km² - 144 ab. - Cossana di sotto o Inferiore (Dolnja Košana): 1,55 km² - 484 - Drescozze (Drskovče): 2,39 km² - 94 ab. - Grazza (Gradec): 0,59 km² - 52 ab. - Nadagna (Nadanje Selo): 1,37 km² - 104 ab. - Narini (Narin): 6,56 km² - 220 ab. - Neverche (Neverke): 3,36 km² - 102 ab. - Palci (Palčje): 30,58 km² - 208 ab. - Parie (Parje): 3,78 km² - 108 ab. - Petteline (Petelinje): 2,38 km² - 281 ab. - Prestava Grande (Velika Pristava): 3,3 km² - 51 ab. | - Prestava Piccola (Mala Pristava): 3,08 km² - 74 ab. - Ribenizza (Ribnica): 3,07 km² - 14 ab. - Sagòria San Martino (Zagorje): 7,59 km² - 358 ab. - San Giorgio o Giursici (Jurišče): 36,77 km² - 152 ab. - San Michele di Postúmia (Šmihel): 2,02 km² - 117 ab. - San Pietro del Carso (Pivka): 1,00 km² - 2.059 ab., sede comunale - Selze di San Pietro (Selce): 10,30 km² - 216 ab. - Sussizza Nuova (Nova Sušica): 2,78 km² - 101 ab. - Sussizza Vecchia (Stara Sušica): 4,18 km² - 60 ab. - Succoria (Suhorje): 5,67 km² - 64 ab. - Taborgrande ([Šilen-] Tabor nad Knežakom): 0,95 km² - 9 ab. - Tergni (Trnje): 39,46 km² - 243 ab. - Villa Santandrea (Slovenska Vas [Nemška Vas]): 4,39 km² - 46 ab. - Volce Auremiano (Volče): 13,54 km² - 59 ab. |